# Dance on Sunset
Dance on Sunset is een Amerikaanse realitysoap, gepresenteerd door Quddus (Benjamin Quddus Philippe) van Nickelodeon. In het programma komen veel dansroutines voor, met de speciale naam "Fresh-Squeezed Dance", speciaal voor kinderen van 9-15 jaar. Choreografen Tony Testa en de 6 andere dansinstructeurs, de Nick 6, demonstreren eerst langzaam een routinedans. Dit herhalen ze enkele keren, zodat kinderen thuis het dansje kunnen oefenen. Enkele celebs zijn bij het programma geweest en hebben meegedanst. Hieronder vallen Akon, Natasha Bedingfield, Miranda Cosgrove, Fall Out Boy, Fergie, Janet Jackson, Sean Kingston, Lil' Mama, Jesse McCartney, Menudo, Omarion, Panic at the Disco en Ashlee Simpson. De serie ging op 29 maart 2008 in première, vlak na de 2008 Nickelodeon Kids Choice Awards.

## Internationale distributie
- Australië: 13 april 2008 op Nickelodeon Australië
- Canada: 18 mei 2008 op YTV